# 北海道道80号平取門別線
北海道道80号平取門別線（ほっかいどうどう80ごう びらとりもんべつせん）は、北海道沙流郡平取町と日高町を結ぶ道道（主要地方道）である。

## 概要

### 路線データ
- 起点：北海道沙流郡平取町本町37番地1（国道237号交点）
- 終点：北海道沙流郡日高町字正和（北海道道71号平取静内線交点）
- 総延長：23.304 km[1]
- 実延長：22.590 km[1]
- 重用延長：0.714 km[1]

## 歴史
- 1970年（昭和45年）3月31日 - 679号広富平取線として路線認定。起点は、北海道道351号正和門別停車場線との交点[2]。
- 1982年（昭和57年）4月1日 - 路線名を平取門別線に変更し、起点と終点を入れ替え、終点を主要道道515号平取静内線交点まで延長[3]。
- 1993年（平成5年）5月11日 - 建設省から、道道平取門別線が平取門別線として主要地方道に指定される[4]。
- 1994年（平成6年）10月1日 - 路線番号を80号に変更[5]。
- 2002年（平成14年）11月1日 - 国道237号平取バイパス供用に伴い旧国道ルートを編入、起点の変更と重要区間を延長[6]。

## 路線状況

### 重複区間
- 国道237号：平取町字小平 - 平取町川向
- 北海道道1026号新冠平取線：平取町川向 - 日高町字広富
- 北海道道351号正和門別停車場線：日高町字広富 - 日高町字正和

### 主な峠
- 義経峠 = 平取町川向 - 日高町字広富

### 主な橋梁
- 仁立内大橋（日高門別川）= 日高町字広富
- 広富橋（日高門別川）= 日高町字広富
- 鳩内橋（ハトナイ川 = 日高門別川支流）= 日高町字広富

## 地理

### 通過する自治体
- 日高振興局
  - 沙流郡平取町
  - 沙流郡日高町

### 交差する道路
平取町
- 国道237号- 本町（起点）、字小平 、川向

日高町
- 北海道道351号正和門別停車場線 - 字広富（重複）
- 北海道道71号平取静内線 - 字正和（終点）

### 沿線にある施設など
平取町
- ふれあいセンターびらとり - 本町35-1
- 義経神社 - 本町119-1